# Joyeeta Gupta

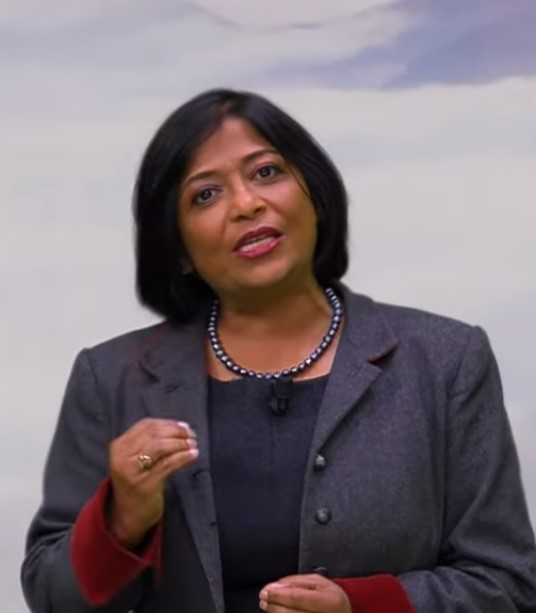
Joyeeta Gupta

Joyeeta Gupta (geb. 1964 in Delhi, Indien) ist eine niederländische Klimawissenschaftlerin. Sie ist Professorin für Klimawandelpolitik und -recht an der Vrije Universiteit Amsterdam.

## Leben
Gupta studierte bis 1988 Jura an der Harvard Law School und studierte danach an der Vrije Universiteit Amsterdam, wo sie 1997 mit einer Dissertation über die Klimawandelkonvention und die Entwicklungsproblematik promovierte. Im Jahr 2003 wurde sie zur Professorin für Wasser- und Umweltrecht und -politik an der UNESCO-IHE in Delft ernannt, 2006 folgte eine Professur für Klimawandelpolitik und -recht an der Vrije Universiteit Amsterdam und 2012 wurde sie zur Professorin für Umwelt und Entwicklung im Globalen Süden an der Universität von Amsterdam berufen, wo sie bis heute tätig ist.

## Wirken
Gupta gilt als eine führende Expertin im Bereich der Klimawandelgovernance und der nachhaltigen Entwicklung. Ihre Forschung konzentriert sich auf die gerechte Verteilung der Lasten und Ressourcen im Kontext des globalen Klimawandels. Sie war Hauptautorin beim Weltklimarat (IPCC). Sie ist für ihre interdisziplinären Ansätze in der Wissenschaft bekannt, die Rechtswissenschaften, Ökonomie, Politikwissenschaft und Umweltstudien vereinen. Sie fordert zum Handeln auf, um die Klimakrise abzubremsen:

„Täglich werden in einigen Teilen der Welt Waldbrände und extreme Wetterereignisse gemeldet. Dutzende von Millionen Menschen sind sehr hohen Kühlgrenztemperaturen ausgesetzt, und das kann tödlich sein. Wie können unsere Landwirte arbeiten, wenn die Temperaturen so hoch sind? Wie sollen die Pflanzen wachsen, wenn die Verdunstungsrate hoch ist und der Grundwasserspiegel sinkt? Wir müssen dieses Problem wirklich angehen, bevor es völlig unumkehrbar wird.“

## Auszeichnungen
Für ihre Beiträge wurde sie 2022 für ihren Beitrag zur lösungsorientierten Klimaforschung mit dem Piers-Sellers-Preis ausgezeichnet. 2024 wurde sie mit dem Spinoza-Preis ausgezeichnet und 2025 zum Mitglied der Königlich Niederländischen Akademie der Wissenschaften gewählt.